# 현상 (희극인)
현상(1981년 12월 4일 ~ )는 대한민국의 개그맨이다.